# Ernest Ziaja

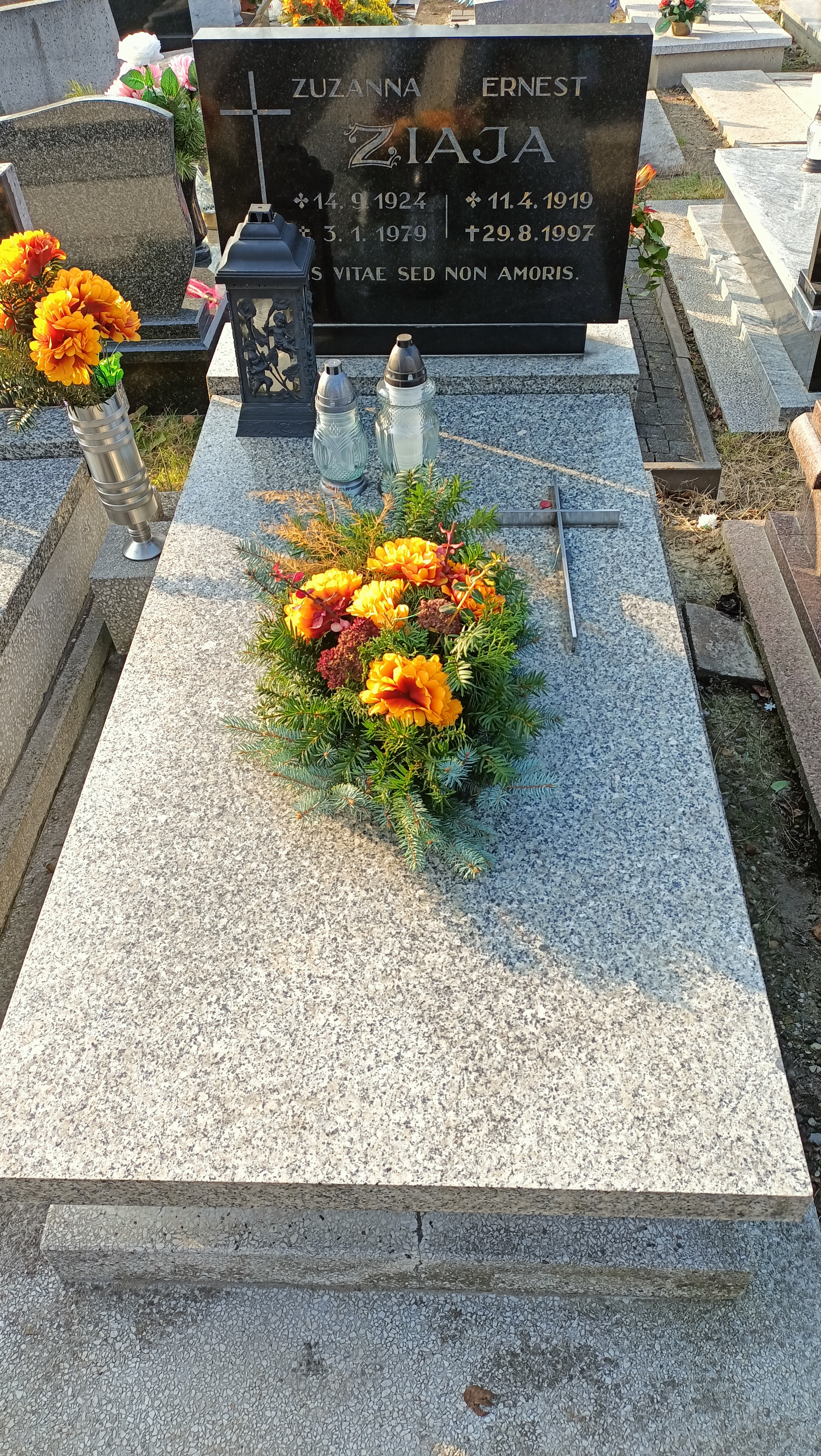
Grab von Ernest Ziaja

Ernest Ziaja (* 11. April 1919 in Siemianowice Śląskie; † 29. August 1997 ebenda) war ein polnischer Eishockeyspieler.  

## Karriere
Ernest Ziaja nahm für die polnische Eishockeynationalmannschaft an den Olympischen Winterspielen 1948 in St. Moritz teil. Im Turnierverlauf kam er bei der 0:14-Niederlage gegen die Schweiz zu seinem einzigen Einsatz.